# ColorOS
ColorOS是中国智能手机厂商OPPO開發的一款基於AOSP深度定制的Android裝置固件，目前搭载在OPPO旗下（包括一加）的智能手机与智能设备上预装使用，支持全球140个国家和地区、80多种语言使用。而脱胎于OPPO的手机制造商Realme，其手机及智能设备搭载的realme UI也是基于ColorOS设计。现时一加手机在中国大陆以外区域销售的手机搭载的Oxygen OS亦基于ColorOS设计。

## 关于ColorOS
2013年4月26日，OPPO发布首个手机固件公测版本Color ROM。2013年9月23日，ColorOS 1.0在北京奥体中心OPPO N1发布会中正式登场。
- ColorOS 1.0：以人性化的功能和设计著称，黑屏手势、三指截屏等功能至今仍受到广大 OPPO 用户喜爱
- ColorOS 2.1：以“快稳省”为核心理念，打造 ColorOS 基础体验，改变了用户对于安卓系统卡顿的印象认知
- ColorOS 3.1：在安全性上进行系统提升，立足“通信安全、支付保障、隐私保护、应用防护”四个维度全面为用户的用机安全保驾护航，推出“后台防扣费、应用安装检测、伪基站检测”等系统性防护功能
- ColorOS 5.0：全新的UI设计；同时，基于AI技术，推出了“智能助手、语音翻译、智慧识屏、智能扫一扫、相机智能场景识别”等新功能，带来全方位的场景智能服务
- ColorOS 6：设计理念为“智美无边界”。UI设计在无边界美学的指导下，更加优雅舒适；而以 Breeno 智能助理为代表的AI技术突破与 HyperBoost 的强力加持为用户带来智能、顺畅的使用体验。
- ColorOS 7：设计理念为“輕美无边界”。大量利用扁平化設計讓图标更轻巧，风格更轻快，交互更轻松，视觉更轻盈，将科技美感隐入生活，给用户最为细腻自然的品质体验。該版本也引入了手勢截圖、駕駛模式、側邊欄，具備美感的同時大幅增加了系統的方便性
- ColorOS 11：设计理念为“創造无边界”，跳過了中間版本號，並跟隨Android 11版本號更新。將美的選擇權交回使用者手上，並推出無限息屏、多級暗色模式給使用者自訂手機的美，此外也推出了量子動畫引擎，創造零延遲與逼真的系統動畫，並且推出的AI自流暢引擎能自動清理手機多餘垃圾延長手機使用壽命。
- ColorOS 12：设计理念为“自在無邊界”，系統圖標改用了亞克力設計，在原圖標的基礎上加上實感設計，讓圖標有了層次感，並且在大量系統介面和程式上強調了降噪設計，降低信息密度，以鮮明的色彩区别主次信息，使用户更加聚焦核心内容，進化的AI自流畅系统2.0对系统存储空间进行AI最佳化，強調了36個月使用流暢不卡頓。
- ColorOS 13：设计理念为“水生萬物”，首次從無邊界跳脫新設計，在視覺和UI上用了「水生」設計語言，並重新打造各種系統圖標和介面，其中圖標實感化設計明顯。設計總監陳希的說法是「以自然之水為 ColorOS 13 注入了生命的張力」。息屏顯示新增了家園，隨著溫度變化螢幕內的企鵝和北極熊都會有不同的反應，呼應了氣候變化的議題。
- ColorOS 14
- ColorOS 15

## 歷史版本
| ColorOS版本  | 口号           | Android版本               | 最新版本 | 釋出日期       |
| ------------ | -------------- | ------------------------- | -------- | -------------- |
| ColorOS 1.0  | 智绘新生       | Android 4.2.2 Jelly Beant | 1.2      | 2013年9月23日  |
| ColorOS 2.0  | 优雅绽放       | Android 4.4.4 KitKat      | 2.1      | 2014年3月21日  |
| ColorOS 3.0  | 简于形，省于心 | Android 7.1.2 Nougat      | 3.2      | 2017年1月15日  |
| ColorOS 5.0  | 智美双全       | Android 8.1 Oreo          | 5.2      | 2018年3月9日   |
| ColorOS 6.0  | 智美无边界     | Android 9.0 Pie           | 6.1      | 2019年3月17日  |
| ColorOS 7.0  | 轻快无边界     | Android 10                | 7.2      | 2019年11月20日 |
| ColorOS 11.0 | 创造无边界     | Android 11                | 11.2     | 2020年9月24日  |
| ColorOS 12.0 | 自在无边界     | Android 12                | 12.1     | 2021年9月16日  |
| ColorOS 13.0 | 水生万物       | Android 13                | 13       | 2022年8月30日  |
| ColorOS 14.0 | 十年，破壁前行 | Android 14                | 14       | 2023年11月16日 |
| ColorOS 15.0 | 超轻快，更自在 | Android 15                | 15       | 2024年10月17日 |

## 軟件
ColorOS添加了OPPO賬戶和內置自家軟件，可在綁定的手機中同步該賬戶的個人信息，並大幅修改原生Android界面。ColorOS使用的Linux內核採用GNU通用公共許可證V2，如果ColorOS不自行開發一個Linux內核，就必須遵循該許可證進行內核代碼開源。
OPPO軟件商店擁有下載應用程式功能。
ColorOS雲服務是OPPO開發的雲端功能，同時開放網頁端。使用者可以綁定OPPO帳號，將聯絡人、短信、相冊及系統設定上傳同步至伺服器進行備份，並且使用電腦或者其他ColorOS裝置存取數據。可以在網頁端修改、增添和刪除相關數據。找回手機功能可以在網頁端使用找回手機功能定位手機當前位置，同時可以查看該裝置的狀態、所使用的手機號碼，並可以遠端控制手機發聲、鎖定和擦除數據。若手機處於離線狀態，用戶可選擇透過運營商發送一條短信遠端激活該功能。

## 事件
ColorOS在中國版本中預設去除了Google服務框架，致使部分用戶無法正常使用Google服務等。而OPPO賬戶和內置自家軟件均被開發人員設定為系統應用，不能刪除。
2014年6月，ColorOS用戶量突破1000萬。
2020年9月9日凌晨，谷歌放出Android 11正式版，OPPO緊接着推出了基於Android 11的ColorOS升級公測版。當天上午，OPPO官方正式宣佈ColorOS 11將於9月24日線上發佈。OPPO並宣佈將ColorOS 7直接疊代到ColorOS 11。
2021年3月22日，一加手机创始人、一加科技CEO刘作虎在微博宣布一加9系列手机将会出厂预装ColorOS。
2021年7月，一加宣佈将OxygenOS与OPPO的ColorOS合并。 
2022年3月，OxygenOS和ColorOS保持獨立，合併系統的計畫取消，未來系統雙方都將共用系統代碼來簡化開發流程。

## 外部連結
- （简体中文）ColorOS（页面存档备份，存于）